# Mosaiska lagen
Mosaiska lagen, Mose lag, mosaisk rätt, den av Moses till judarna överlämnade lagen, vars normer framgår av Gamla Testamentet. Den mosaiska rätten infördes 1607–1608 av  Karl IX i Sverige parallellt med landslagen, dock mildrades den i praktiken genom leuteration. I Sverige dömdes i domstolarna intill 1900-talet enligt "Guds och Sveriges lag", vilket innebar att den mosaiska lagen var att betrakta som lag även i världslig mening.